# ترش‌کور
ترش‌کور یا ثرش‌کور (انگلیسی: Thrashcore) یک زیرسبک افراطی از موسیقی هاردکور پانک است که در اوایل دهه ۱۹۸۰ در ایالات متحده پدید آمد. این سبک با ترکیب سرعت و شدت ترش متال با سادگی و بی‌پیرایگی هاردکور پانک شناخته می‌شود.

## ویژگی‌های ترش‌کور
- سرعت بالا: ترش‌کور با سرعت بسیار بالا و ضرب‌آهنگ‌های سریع و کوبنده‌اش مشخص می‌شود. این سرعت بالا به ایجاد حس خشم و انرژی در موسیقی کمک می‌کند.
- ریتم‌های پیچیده: در حالی که هاردکور پانک معمولاً ریتم‌های ساده‌ای دارد، ترش‌کور از ریتم‌های پیچیده‌تر و تغییرات تمپو بیشتری استفاده می‌کند. این پیچیدگی به ایجاد حس هیجان و پیش‌بینی‌ناپذیری در موسیقی کمک می‌کند.
- گیتارهای دیستورشن: گیتارها در ترش‌کور معمولاً صدای دیستورشن بسیار زیادی دارند و ریف‌های سریع و پیچیده‌ای را می‌نوازند. این صدا به ایجاد فضای خشن و پرانرژی موسیقی کمک می‌کند.
- آواز خشن: خوانندگان ترش‌کور معمولاً با صدای بلند و خشن آواز می‌خوانند یا فریاد می‌زنند. متن ترانه‌ها اغلب مضامین سیاسی، اجتماعی یا شخصی دارند و می‌توانند بسیار تند و انتقادی باشند.
- ساختار آهنگ‌های کوتاه: آهنگ‌های ترش‌کور معمولاً بسیار کوتاه هستند و اغلب کمتر از دو دقیقه طول می‌کشند. این کوتاهی به ایجاد حس فوریت و ضرب‌آهنگ در موسیقی کمک می‌کند.

## تأثیر ترش‌کور
ترش‌کور تأثیر قابل توجهی بر صحنهٔ هاردکور پانک و دیگر سبک‌های موسیقی زیرزمینی داشته است. این سبک الهام‌بخش گروه‌های بی‌شماری در سراسر جهان بوده است و به شکل‌گیری سبک‌های دیگری مانند گرایندکور (grindcore) و پاور وایولنس (powerviolence) کمک کرده است. ترش‌کور همچنین به خاطر پیام‌های سیاسی و اجتماعی‌اش شناخته شده است و اغلب به عنوان موسیقی اعتراضی مورد استفاده قرار می‌گیرد.

## نمونه‌هایی از گروه‌های ترش‌کور
- D.R.I.
- S.O.D.
- Cryptic Slaughter
- Siege
- Electro Hippies